# NKD
NKD (zkratka pro Niedrig Kalkuliert Discount ) je německý obchodní řetězec diskontních prodejen. Byl založen v roce 1962.
Původní název byl NK Discount. V roce 2022 provozuje prodejny v Německu, Rakousku, Itálii, Slovinsku, Chorvatsku a České republice, kde provozuje více než 2000 prodejen. 
V roce 2020 začal s expanzí na území České republiky. V Česku provozuje 28 prodejen (k datu 2.12.2021)